# Anorexia Nervosa
Gli Anorexia Nervosa sono una band symphonic black metal francese nata a Limoges nel 1995. Attualmente non in attività per mancanza di un cantante.

## Storia
Gli Anorexia Nervosa sono nati nel 1991 come melodic death metal band chiamata Necromancia, e cambiarono denominazione nell'attuale nel 1995. La prima formazione era composta da Stefan Bayle e Marc Zabé alle chitarre, Pier Couquet al basso, Nilcas Vant alla batteria e Stéphane Gerbaud nelle vesti di
cantante. La band ha pubblicato il primo demo nell'ottobre 1995 con il titolo Nihil Negativum e due anni dopo è stata la volta del primo album, Exile. Nel 1998 il gruppo cambia formazione e genere: arrivano infatti Hreidmarr come cantante e Neb Xort come tastierista e vengono adottate sonorità black metal. Vengono così pubblicati l'Ep Sodomizing the Archedangel e il secondo album Drudenhaus. Nel 2001 esce il terzo disco, New Obscurantis Order, meno violento dei precedenti. Dopo la pubblicazione di nel 2004 dell'ultimo album Redemption Process, Hreidmarr lascia la band nel 2005 e entra nei Count Nosferatu Kommando. Attualmente il futuro del gruppo è incerto, in quanto è ancora alla ricerca di un cantante dal 2007.

## Formazione

### Formazione attuale
- Stéphane Bayle - chitarra (1998 -)
- Pier Couquet - basso (1995 -)
- Nilcas Vant - batteria (1995 -)
- Neb Xort - tastiere (1995 -)

### Ex componenti
- Stéphane Gerbaut - voce (1995 - 1998)
- Hreidmarr - voce (1998 - 2005)
- Marc Zabé - chitarra (1995 - 1998)

## Discografia

### Album in studio
- 1997 - Exile
- 2000 - Drudenhaus
- 2001 - New Obscurantis Order
- 2004 - Redemption Process

### EP
- 1999 - Sodomizing the Archedangel
- 2005 - The September EP

### Demo
- 1995 - Nihil Negativum

### Raccolte
- 2004 - Suïcide Is Sexy